# Nyctimene
Nyctimene är ett släkte i familjen flyghundar med 15 arter. Dessa fladdermöss förekommer i Indonesien (från Sulawesi österut), i södra Filippinerna, i Nya Guinea, i nordöstra Australien och på Salomonöarna.
Släktet är uppkallad efter en karaktär i Ovidius verk Metamorphoses.

## Utseende
Släktet kännetecknas av näsborrarnas form, som påminner om 6 millimeter långa rör. Liknande drag finns i ordningen fladdermöss bara hos släktet Paranyctimene (likaså flyghundar) och i underfamiljen Murininae (familj läderlappar). Pälsen har en gråbrun grundfärg; flygmembranen, överarmarna och öronen har påfallande gula prickar. Med en kroppslängd (huvud och bål) om 7 till 13 centimeter och en vikt mellan 20 och 90 gram är de små flyghundar. Svansen är 1,5 till 3 cm lång.

## Ekologi
Nyctimene vistas i skogar och är aktiva på natten. I bergstrakter når de 1 650 meter över havet. De vilar gömda bland grenar och kvistar och rullar in sig i flygmembranen när de sover. Födan utgörs främst av frukternas saft. De tar en bit frukt i munnen och tuggar för att komma åt juicen. Sedan spottar de ut alla fasta delar. Dessa fladdermöss har inga särskilda parningstider. Det uppskattas att dräktigheten varar i fyra till fem månader och att honan ger di tre till fyra månader. Redan efter sju månader kan unga honor para sig för första gången.

## Systematik
Släktets närmaste släktingar finns i släktet Paranyctimene. De skiljer sig bara i tändernas konstruktion. För övriga släktskapsförhållanden, se flyghundarnas systematik.
Enligt Wilson & Reeder (2005) utgörs Nyctimene av 15 arter:
- - Nyctimene aello lever på Nya Guinea och mindre öar i samma region.
  - Nyctimene albiventer förekommer på Nya Guinea och Moluckerna.
  - Nyctimene cephalotes finns på Sulawesi och Nya Guinea.
  - Nyctimene certans lever likaså på Nya Guinea.
  - Nyctimene cyclotis finns också på Nya Guinea.
  - Nyctimene draconilla lever på Nya Guinea.
  - Nyctimene keasti beskrevs först 1993 och finns på Moluckerna samt Små Sundaöarna.
  - Nyctimene major förekommer på öar kring Nya Guinea (till exempel Bismarckarkipelagen) och på Salomonöarna.
  - Nyctimene malaitensis är endemisk på Salomonöarna.
  - Nyctimene masalai finns bara på Niu Ailan.
  - Nyctimene minutus lever på Sulawesi och Moluckerna.
  - Nyctimene rabori är endemisk på ön Negros.
  - Nyctimene robinsoni förekommer i delstaten Queensland, Australien.
  - Nyctimene sanctacrucis hittades på Santa Cruzöarna. Den iakttogs senaste gången 1907 och betraktas som utdöd.
  - Nyctimene vizcaccia har ett utbredningsområde från Bismarckarkipelagen till Salomonöarna.
  - Nyctimene wrightae på Nya Guinea.